# USS LST-869
O USS LST-869 foi um navio de guerra norte-americano da classe LST que operou durante a Segunda Guerra Mundial.